# Gorges du Glacier de Grindelwald
 (décembre 2021).
Les gorges du Glacier de Grindelwald (Gletscherschlucht en Suisse allemand) sont des gorges, provenant du glacier inférieur de Grindelwald, situées dans la commune de Grindelwald, le long de la Weisse Lütschine, dans le canton de Berne, en Suisse.

## Géographie

### Situation
Les gorges, longues de 1 000 mètres, se situent dans le Sud-Est du canton de Berne, à une altitude variant de 1 542 à 1 006 mètres, sur une superficie de 0,357 km2.

### Géologie
Les gorges sont creusées dans les calcaires de la formation d'Öhrli, datée du Berriasien, ainsi que dans les calcaires micritiques du Jurassique supérieur appartenant à la formation de Quinten. Des dépôts morainiques du Quaternaire sont présents à la sortie des gorges.

## Activités

### Randonnée
Plusieurs galeries et tunnels traversent les gorges,,.